# Colón (La Libertad)
Pour les articles homonymes, voir Colon.
Colón est une municipalité du département de La Libertad au Salvador.
La ville est située au nord-ouest de la capitale San Salvador et au nord de la capitale départementale Santa Tecla.
Avec 96 989 habitants, elle occupe le deuxième rang par sa population dans le département de La Libertad, se situant juste après Santa Tecla  et avant San Juan Opico et Ciudad Arce.
La municipalité s'appelait El Guarumal et obtint le statut de ville (en espagnol:ciudad) en août 1886.
C'est un centre urbain attractif, en plein développement, desservi par la Route panaméricaine,  moteur de son essor urbain et économique.
De plus, Colón est l'un des sites de loisirs urbains les plus fréquentés de l'Aire Métropolitaine de San Salvador avec son parc aquatique, El Parqua Acuático Los Chorros.